# Association for Computing Machinery
Association for Computing Machinery (ACM) je mezinárodní učená společnost působící v oblasti výpočetní techniky. Byla založena v roce 1947 a jedná se o největší vědeckou a vzdělávací informatickou společnost. ACM je nezisková profesionální organizace. Sídlí v New Yorku.